# 上格拉西亞

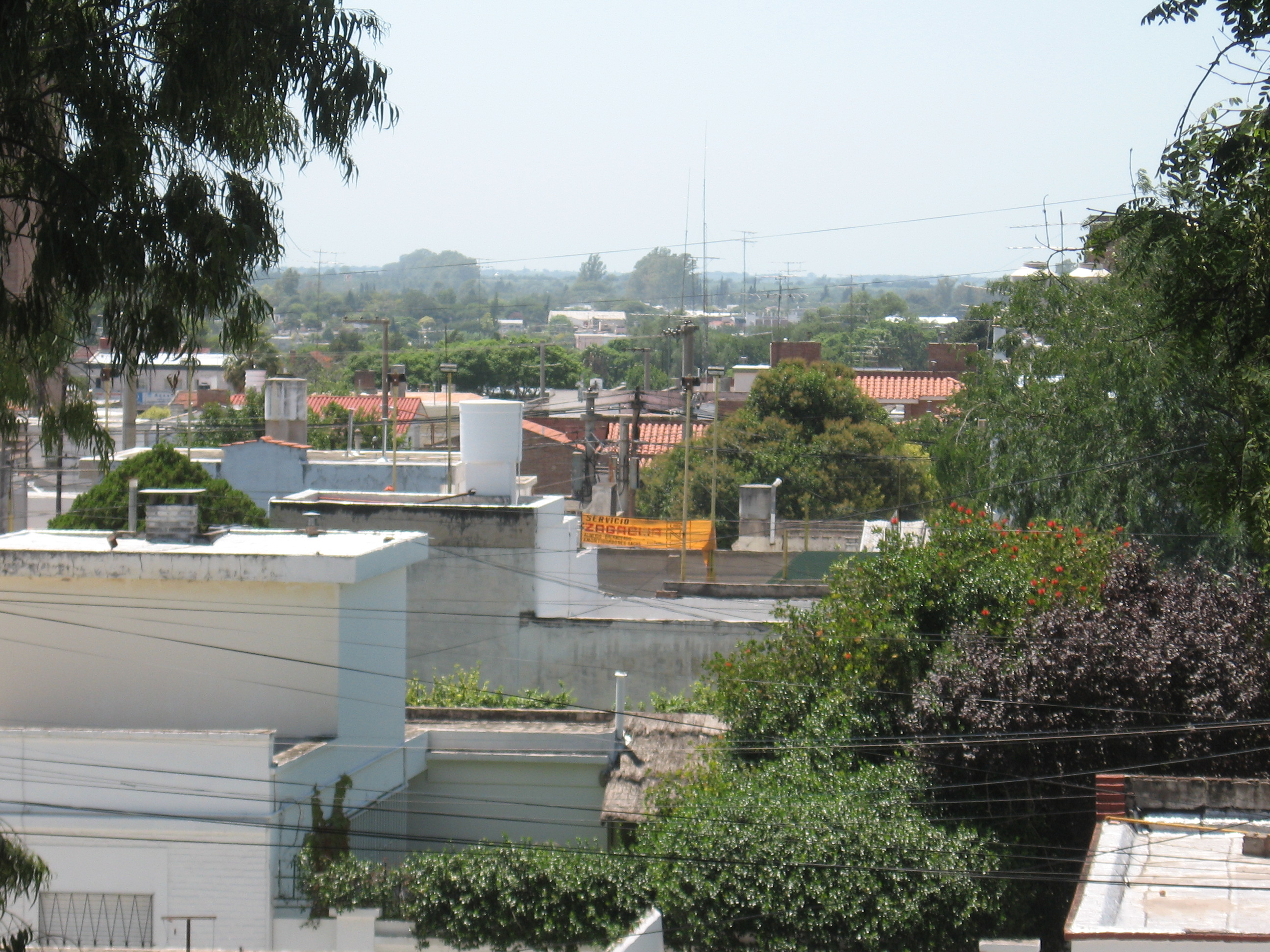
上格拉西亞

上格拉西亞是阿根廷的城鎮，位於該國中北部，由科爾多瓦省負責管轄，距離首府科爾多瓦36公里，海拔高度553米，每年平均降雨量769毫米，2012年人口48,335。

## 外部連結
- Official website （页面存档备份，存于） （西班牙文）